# Pors Grenland Fotball
Il Pors Grenland Fotball è una società calcistica norvegese con sede nella città di Porsgrunn. Milita nella 3. divisjon, quarta divisione del campionato norvegese.

## Storia
Il club fu fondato il 25 maggio 1905, con il nome Lyn. Nel 1914 diventò IF Pors, poiché il nome Lyn era appannaggio di un altro club. Dal 1994, fu adottato questo nome. Le migliori prestazioni del club furono datate 1948-1949 e 1. divisjon 1970, con il Pors nella massima divisione norvegese. Contemporaneamente al cambio di nome del 1994, iniziò una collaborazione con l'Odd Grenland, altro importante club di Grenland. Nel febbraio del 2005, il Pors Grenland si separò dalla polisportiva dello IF Pors, diventando solamente una squadra calcistica. A dicembre 2009, la collaborazione con l'Odd Grenland terminò.
Tra il 2004 ed il 2006, la squadra militò nella 1. divisjon (che nel frattempo diventò Adeccoligaen). Fino al 1999, il Pors Grenland restò l'unico club di Telemark ad aver centrato la promozione nella massima divisione norvegese.

## Rosa
Rosa aggiornata al 9 aprile 2013.
| N. |                     | Ruolo | Calciatore              |
| -- | ------------------- | ----- | ----------------------- |
| 1  | Norvegia (bandiera) | P     | Anders Gundersen        |
| 2  | Norvegia (bandiera) | D     | Dejan Corovic           |
| 3  | Norvegia (bandiera) | C     | Jeton Petisha           |
| 4  | Norvegia (bandiera) | D     | Mathias Øverland        |
| 5  | Norvegia (bandiera) | D     | Stian Parkstad Johansen |
| 6  | Norvegia (bandiera) | D     | Anders Haugseth         |
| 7  | Norvegia (bandiera) | C     | Bjørn Naustdal          |
| 8  | Norvegia (bandiera) | D     | Ulf Riis                |
| 9  | Norvegia (bandiera) | A     | Martin Kittilsen        |
| 10 | Norvegia (bandiera) | C     | Christoffer Riis        |
| 11 | Norvegia (bandiera) | C     | Dardan Smaili           |
| 12 | Norvegia (bandiera) | P     | Andreas Hoppestad       |

| N. |                     | Ruolo | Calciatore             |
| -- | ------------------- | ----- | ---------------------- |
| 14 | Norvegia (bandiera) | A     | Jonas Berge Pedersen   |
| 15 | Norvegia (bandiera) | A     | Marius Lundeberg Enger |
| 16 | Norvegia (bandiera) | A     | Erik Sergio Skogen     |
| 17 | Norvegia (bandiera) | C     | Petter Wickmann        |
| 20 | Norvegia (bandiera) | D     | Jonas Langeland        |
| 21 | Norvegia (bandiera) | C     | Gustav Heldal          |
| 22 | Norvegia (bandiera) | C     | Kim Bentsen            |
| 23 | Norvegia (bandiera) | A     | Victor Vindfjell       |
| 24 | Norvegia (bandiera) | A     | Granit Shala           |
| 25 | Norvegia (bandiera) | D     | Eirik Øvrum            |
| 26 | Norvegia (bandiera) | A     | Fredrik Næss           |

## Palmarès

### Competizioni nazionali
- 2. divisjon: 1

2003 (gruppo 1)
- 3. divisjon: 2

2015 (gruppo 5), 2024 (gruppo 2)

### Competizioni giovanili
- Norgesmesterskapet G19: 1

1973

### Altri piazzamenti
- 2. divisjon:

Secondo posto: 2009 (gruppo 1)
Terzo posto: 2002 (gruppo 2)
- 3. divisjon:

Secondo posto: 2017 (gruppo 3)